# Mutnovskita
La mutnovskita és un mineral de la classe dels sulfurs.

## Característiques
La mutnovskita és un sulfur de fórmula química Pb₄As₂S₆ICl. Cristal·litza en el sistema ortoròmbic en cristalls prismàtics curts de fins a 100 μm. El seu color varia de rubí a vermell fosc i fins i tot blau. La seva duresa a l'escala de Mohs és 2.
Segons la classificació de Nickel-Strunz, la mutnovskita pertany a «02.GC - Poli-sulfarsenits» juntament amb els següents minerals: hatchita, wal·lisita, sinnerita, watanabeïta, simonita, quadratita, manganoquadratita, smithita, trechmannita, aleksita, kochkarita, poubaïta, rucklidgeïta, babkinita, saddlebackita i tvalchrelidzeïta.

## Formació i jaciments
Va ser descoberta l'any 2004 a les fumaroles d'alta temperatura del volcà Mutnovsky, situat a l'óblast de Kamtxatka (Districte Federal de l'Extrem Orient, Rússia), del qual n'agafa el nom. Es tracta de l'únic indret on ha estat trobada aquesta espècie mineral.